# Нетеизм
Нетеи́зм, также нонтеи́зм — термин, который охватывает религиозные и нерелигиозные направления мысли, отличающиеся отрицанием теизма или веры в личностного бога или богов. Первоначально использовался как синоним термина секуляризм, но со временем объединил различные, в том числе и взаимоисключающие, воззрения, для которых характерен натуралистический подход, такие как агностицизм, скептицизм и атеизм. Его используют в христианской апологетике и в теологии освобождения. Иногда употребляется как синоним термина атеизм.
Нетеизм включает в себя: «сильный» атеизм, «слабый» атеизм, «сильный» агностицизм и «слабый» агностицизм. «Сильный» атеизм — убеждённость в несуществовании монотеистического Бога или политеистических богов. Отсутствие мнения о существовании божества может быть названо «слабым атеизмом» или «имплицитным атеизмом». Более мягкие формы нетеизма известны как агностицизм. «Сильный» агностицизм представляет собой убеждение в то, что людям не дано узнать, существуют ли какие-либо боги или нет. «Слабый» агностицизм — это убеждение в том, что о существовании или несуществовании богов ничего не известно, однако принципиальная возможность подобного знания не исключена. Философ Энтони Кенни проводит различие между агностиками, которые считают утверждение «Бог существует» сомнительным, и теологическими антикогнитивистами, которые считают любые дискуссии о Боге бессмысленными.
Похожих философских взглядов о существовании бога придерживаются игностицизм и скептицизм. Из-за различий в понимании слова «бог» один и тот же человек может быть атеистом и агностиком в зависимости от представлений о боге.

## Происхождение и определение
Термин «не-теизм» («non-theism» через дефис) ввёл в 1852 году английский секулярист Джордж Джейкоб Холиоук, который писал:

«Мистер [Чарльз] Саутвелл выдвинул возражение против термина Атеизм. Мы это приветствуем. Мы давно отказались от его употребления […]. Мы отказались от него потому, что слово Атеист устарело. Понимание этого слова древними и современниками сводится к „нет Бога — нет нравственности“. Таким образом, данный термин несёт более значительную смысловую нагрузку, чем в него вкладывал любой осведомлённый и серьёзный человек; то есть это слово ассоциируется с безнравственностью, решительно отвергаемой как Атеистом, так и Христианином. Термин не-теизм менее подвержен подобному искажению, поскольку он означает простое неприятие данного Теистом объяснения происхождения и управления мира». 
Эту цитату привёл шотландский теолог Джеймс Бьюкенен в опубликованной в 1857 году работе «Современный атеизм в его формах: Пантеизм, Материализм, Секуляризм, Эволюция и Законы Природы» («Modern Atheism under its forms of Pantheism, Materialism, Secularism, Development, and Natural Laws»), при этом пояснив, что Холиоук впоследствии отдал предпочтение термину «секуляризм» перед термином «не-теизм», как менее подверженному неверному истолкованию и более точно описывающему истинный смысл данной теории.
Написание без дефиса стало встречаться в конце XX столетия после выхода в 1965 году книги Харви Кокса «Мирской град» («The Secular City: Secularization and Urbanization in Theological Perspective»): 

«Таким образом, скрытый Бог или deus absconditus библейской теологии может быть ошибочно понят, как полное безбожие нетеизма (no-god-at-all of nontheism». (с. 225)
Пема Чодрон использует этот термин в контексте буддизма: 

«Разница между теизмом и нетеизмом состоит не в вере в Бога или её отсутствии. […] Теизм представляет собой глубоко укоренившееся убеждение в том, что есть чья-то рука, на которую можно опереться. […] Не-теизм позволяет нам справиться с неопределённостью и переменчивостью текущего момента, не прибегая к чьей-либо защите. […] Нетеизм в конечном счёте означает осознание того, что не существует няньки, на которую можно было бы положиться».

## Нетеистические религии
Нетеистические традиции мысли играют важную роль в буддизме, христианстве, индуизме, либеральном квакерстве, джайнизме и раэлизме.